# Castel Cornedo
Castel Cornedo (in tedesco Schloss Karneid) si erge poco ad est di Bolzano, su uno sperone roccioso all'ingresso della Val d'Ega, nel comune di Cornedo all'Isarco. Fu eretto alla fine del XIII secolo.

## Storia e descrizione
L'origine è piuttosto incerta, ma pare possa essere attribuita ai signori di Greifenstein, intorno al metà del Duecento. Di circa un secolo dopo è il mastio. Il castello è menzionato in un documento notarile del 1297 quale „castrum de Curniet“ e „gschloss Curneidt“. Notizie più certe risalgono al 1378, quando i conti di Tirolo lo affidarono a Hans e Wilhelm von Liechtenstein. Hans fu uno degli avversari di Federico dalle Tasche Vuote, il quale assediò e conquistò il castello. I proprietari furono esiliati, ma furono liberati per l'intercessione di Oswald von Wolkenstein.
I Liechtenstein dopo qualche tempo tornarono al castello, e vi rimasero fino all'estinzione della famiglia (1760). Allora divenne proprietà del comune di Bolzano, fino a che lo incamerarono i bavaresi (1808) durante il periodo di dominazione sul Tirolo.
Il castello passo prima ai signori von Goldegg, poi a Ferdinand von Miller ai cui eredi, la famiglia von Malaisé, appartiene ancora. Non era visitabile fino alla primavera del 2006, quando i proprietari l'hanno parzialmente aperto al pubblico.
Nella cappella romanica sono conservati vari affreschi trecenteschi, il più noto dei quali è un "Trionfo della Morte".